# Fartulum occidentale
Fartulum occidentale är en snäckart som först beskrevs av Bartsch 1920.  Fartulum occidentale ingår i släktet Fartulum och familjen Caecidae. Inga underarter finns listade i Catalogue of Life.